# La farfalla granata (film)
La farfalla granata è un film per la televisione italiana del 2013. Tratto dall'omonimo romanzo di Nando dalla Chiesa, è ispirato alla vita del calciatore Gigi Meroni.

## Trama
Nel 1962 Luigi Meroni, detto Gigi, è un calciatore diciannovenne originario di Como che, dopo aver giocato per due anni nella squadra della sua città, viene ingaggiato dal Genoa, formazione militante in Serie A. Gigi è un ragazzo con abitudini fuori dagli schemi per la sua epoca: porta barba e capelli lunghi, è appassionato di disegno e pittura, ascolta i dischi dei Beatles e si presenta sempre in campo con la maglietta fuori dai pantaloncini e i calzettoni abbassati. Arrivato a Genova inizia gli allenamenti con la nuova squadra: intorno a lui c'è un evidente scetticismo, ma grazie alle sue grandi doti tecniche ed ai consigli dell'allenatore Benjamín Santos, in poco tempo diventa l'idolo dei tifosi. 
Nel bar frequentato dalla squadra, Gigi conosce una ragazza di nome Cristiana, della quale si innamora in breve tempo, iniziando una relazione con lei. La ragazza è però già stata promessa come sposa ad un regista romano e sua madre, d'accordo con il futuro marito, cerca di organizzare quanto prima le nozze. Dopo la tragica scomparsa di Santos e le insistenti proposte da parte del Torino, Gigi lascia la squadra genovese, nonostante il desiderio dei tifosi di vederlo rimanere, e si trasferisce nella nuova città. 
Al Torino, Meroni stringe particolare amicizia con il compagno di squadra Fabrizio Poletti e con il nuovo allenatore Nereo Rocco. La relazione con Cristiana si fa sempre più difficile, in quanto Gigi è sempre più famoso e costantemente impegnato con la squadra, mentre lei è ad un passo dalle nozze. Nel 1966 Meroni viene convocato per la prima volta in nazionale, sotto la guida del commissario tecnico Edmondo Fabbri, poco prima del campionato mondiale. Sotto le pressioni del severo CT, Gigi è costretto a tagliarsi i capelli. Per l'Italia è però un mondiale sfortunato, da cui la squadra di Fabbri esce tra le polemiche dopo un'imbarazzante sconfitta contro la Corea del Nord. Cristiana, appena sposata, continua a frequentare in segreto il calciatore, che le trova una sistemazione nel suo piccolo appartamento a Torino. La relazione tra i due viene presto scoperta, suscitando un notevole scandalo. 
Meroni acquista sempre più notorietà, sia in campo che fuori, mentre sulla panchina del Torino Rocco viene sostituito proprio da Fabbri. L'allenatore si riappacifica in fretta con Meroni, il quale rifiuta persino l'onerosa offerta della Juventus per continuare a giocare nella squadra granata. Cristiana, intanto, riesce ad ottenere l'annullamento del suo matrimonio rivolgendosi alla Sacra Rota, anche grazie all'aiuto della madre, che finalmente accetta la relazione della figlia con il calciatore e decide di rispettare le sue scelte. Nella partita contro la Sampdoria, Gigi riesce finalmente a mandare a segno un calcio di rigore (fino ad allora aveva sempre fallito dagli undici metri) e dedica il gol a Cristiana e ai familiari, presenti sugli spalti dello stadio, per poi venire sostituito a causa di un infortunio ed uscire dal campo tra gli applausi. Sarà la sua ultima gara: poco dopo, mentre torna a casa, Gigi viene investito da un'automobile mentre attraversa corso Re Umberto, perdendo tragicamente la vita.

## Accoglienza
Il film TV è stato molto criticato dalla famiglia Meroni, dall'"Associazione Gigi Meroni" e da molti tifosi del Torino, a causa della sceneggiatura troppo romanzata e di vari errori storici.